# Burzyk czarny
Burzyk czarny (Procellaria parkinsoni) – gatunek średniej wielkości ptaka oceanicznego z rodziny burzykowatych (Procellariidae). Nie wyróżnia się podgatunków.

## Zasięg występowania
Rozmnaża się na wyspach Great Barrier i Little Barrier położonych u północnych wybrzeży nowozelandzkiej Wyspie Północnej. Do lat 60. XX wieku gnieździł się też w górach na Wyspie Północnej i Południowej. W sezonie lęgowym ptaki te widywane są na subtropikalnych wodach wokół Nowej Zelandii, wschodniej Australii i wysp Pacyfiku. Poza sezonem lęgowym migrują na wody wschodniej części Pacyfiku między wyspami Galapagos, południowym Meksykiem i północnym Peru.

## Morfologia
Wygląd

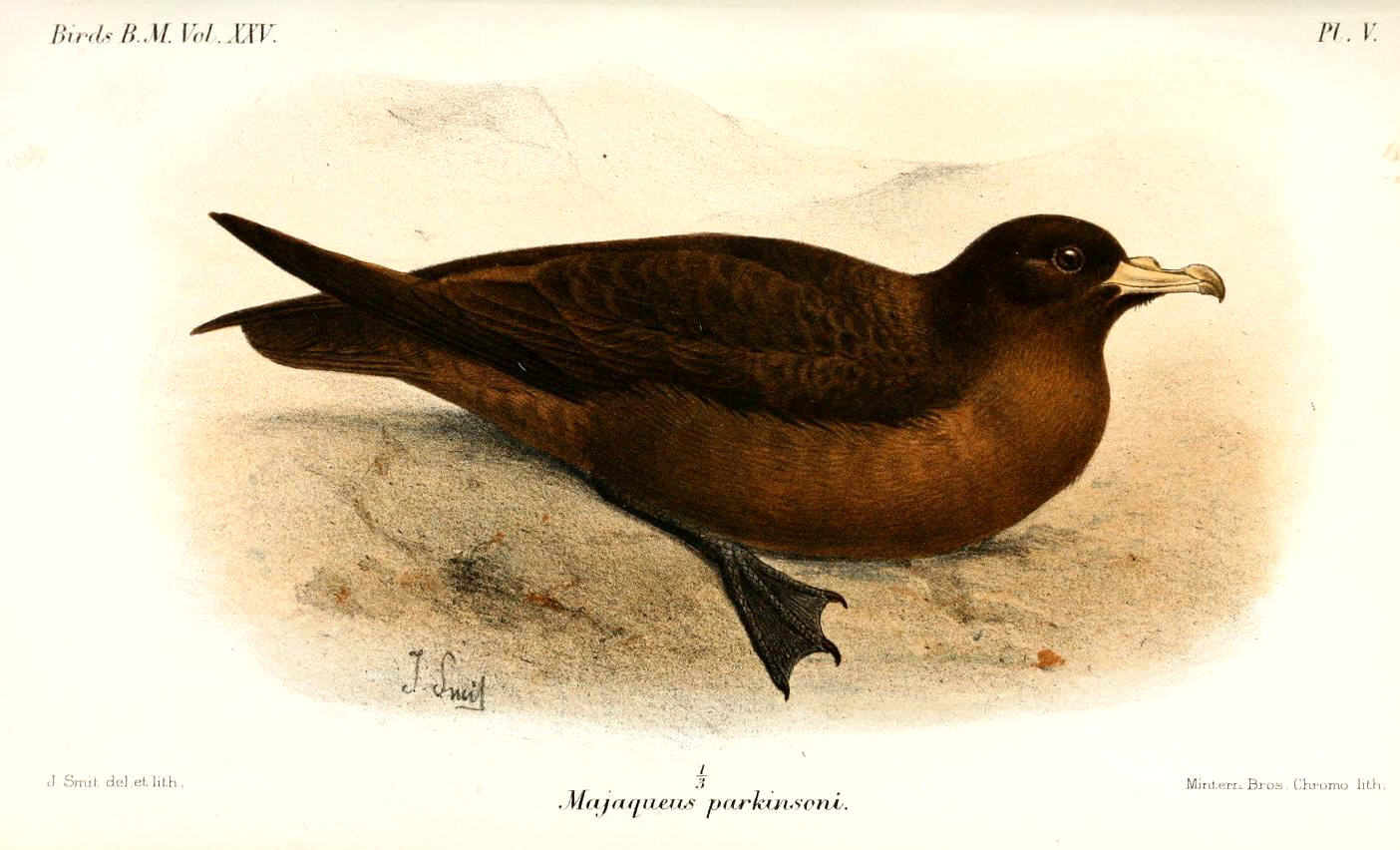
Burzyk czarny na ilustracji z 25. tomu Catalogue of the birds in the British Museum (1896)

Ptak jest cały czarny (z wiekiem jego upierzenie brązowieje). Dziób żółtawy, z szaro-czarną końcówką i czarnym kolorem na łączeniach płytek dzioba. Nogi i stopy czarne. Tęczówki ciemnobrązowe. Jest bardzo podobny do burzyka ciemnego (P. westlandica) i białobrodego (P. aequinoctialis).
Masa i rozmiary
Waży średnio 700 gramów, osiąga długość około 46 cm, a rozpiętość skrzydeł sięga 112–123 cm.

## Ekologia i zachowanie
Rozród
Burzyki czarne gnieżdżą się kolonijnie. Kopią nory lub korzystają z małych jaskiń, wydrążonych kłód, wgłębień pod brzegami lub u podstawy drzew. Wiążą się na całe życie. W zniesieniu jedno jajo składane od połowy listopada do końca stycznia. Inkubacja trwa 57 dni i zajmują się nią oboje rodzice. Młode są w pełni opierzone po 96–122 dniach od wyklucia. Do lęgów przystępują po raz pierwszy w wieku 5–7 lat.
Zachowanie
Przeważnie żerują samotnie na morzu, lecz czasami tworzą stada wokół statków rybackich lub żerujących waleni. Charakteryzuje się żerowaniem na powierzchni oceanu i płytkim nurkowaniem w nocy.
Odwiedzają kolonie lęgowe po zmroku i odlatują przed świtem lub przebywają w norach w ciągu dnia. Po sezonie lęgowym lecą w stronę Ameryki Południowej i przebywają w ciepłych wodach tropikalnych od lipca do października.
Pożywienie
Żerują głównie w nocy, a żywią się przede wszystkim bioluminescencyjnymi kałamarnicami; skład diety uzupełniają ryby, osłonice, skorupiaki i kręgouste.

## Status
Międzynarodowa Unia Ochrony Przyrody (IUCN) uznaje burzyka czarnego za gatunek narażony na wyginięcie (VU – Vulnerable) nieprzerwanie od 1994 roku. Jego populacja jest szacowana na około 5500 dorosłych osobników (stan na rok 2015). Trend liczebności populacji uznawany jest za stabilny.